# Media Maratón Cobán
La Media Maratón Internacional de Cobán, o Cobán 21k, es una carrera de medio fondo que desde 1974 se celebra anualmente en Cobán, Alta Verapaz, Guatemala. la carrera fue fundada por un grupo de cobaneros en 1975 en el tiempo en el que Magin Sierra era Alcalde de Cobán, hoy en día el evento es propiedad de la empresa Sports & Marketing la cual es dirigida por la familia de Juan de Dios Reyes, uno de los fundadores. En sus últimas ediciones, la organización de este evento colapsa y eclipsa la ciudad, el alojamiento, la alimentación y el transporte llega a sus límites con la avalancha de atletas y sus familiares, no obstante con los años y con el crecimiento de la actividad, la municipalidad, la empresa organizadora, los empresarios y los pobladores cobaneros han aprendido a albergar a los miles de visitantes.
El evento va más allá de la carrera del domingo, empieza desde la semana antes, cuando empiezan a arribar los competidores profesionales, quienes llegan para ambientarse y hacer el recorrido previo.  Las empresas anunciantes empiezan a desplegar su plataforma publicitaria y la zona céntrica de la ciudad se convierte en una feria. El día viernes empiezan las festividades, carreras para niños, desfiles, exposiciones y para el sábado por la noche ya la ciudad se llena de los miles de visitantes que recorren las calles de la ciudad en los últimos preparativos, disfrutando de exposiciones, conciertos y actividades culturales.
La primera edición de esta carrera fue el 4 de mayo de 1975 y en ese entonces contó con la participación de cerca de 100 competidores (las fuentes varían la cantidad entre 92, 95, 96, 97 y 102 aún está pendiente confirmar la cantidad exacta) quienes pagaron Q0.25 de inscripción, no cabe duda de que los primeros organizadores no se imaginaron que 40 años después, más de 8000 competidores recorrerían los 21 kilómetros.
La competencia siempre se realiza en el mes de mayo de cada año, aunque hubo una excepción el año 2009 ya que debido al brote internacional de la Gripe A H1N1 estuvo a punto de suspenderse, sin embargo luego de un consenso con las autoridades de salud se realizó el domingo 28 de junio, casi un mes y medio después de la fecha originalmente programada.
En el año 2011 se ofreció un premio único de US$100,000.00 para quien lograra romper la marca mundial de Media Maratón de 58:23 mm/ss establecida por Zersenay Tadese en la Media Maratón Internacional de Lisboa, Portugal.  Sin embargo la diferencia topográfica entre Lisboa, con un terreno plano y el recorrido Cobán y San Pedro Carchá con su desgastante sube y baja sería realmente difícil superar el tiempo de 1:02:15 h/mm/ss que marcó Enos Ketter en el 2003, que hasta la fecha sigue vigente; romper el récord mundial en ésta competencia es improbable, aunque no imposible.

## Recorrido
A las 7:00 horas se da el banderazo de salida en la Plaza Magdalena, dirigiéndose al parque de Cobán para después pasa por el puente "El Arco" para llegar hasta el parque de San Pedro Carchá y dando vuelta en el parque para dirigirse otra vez hacia la ciudad de Cobán, llegando así hasta la Calzada Romeo Lucas García, dando allí un giro de 180° y retomando curso para el Estadio Verapaz "José Ángel Rossi" para así concluir la carrera. En el año 2008 por primera vez en la historia de esta competencia, la meta se ubicó en la pista del Estadio Verapaz, donde cerca de cinco mil personas observaron el remate.

## Ganadores anteriores
| Edición | Año  | Varones                 | Tiempo  | Damas                | Tiempo  |
| ------- | ---- | ----------------------- | ------- | -------------------- | ------- |
| I       | 1975 | Hipólito López          | 1:10:38 | Elsa Mendoza         | 1:52:58 |
| II      | 1976 | Victoriano López        | 1:08:08 | Amanda Matias        | 1:46:27 |
| III     | 1977 | CAballero               | 1:06:27 | Vilva Maldonado      | 1:45:13 |
| IV      | 1978 | Ariel Rodríguez         | 1:09:14 | Vilva Maldonado      | 1:41:51 |
| V       | 1979 | Virgilio Herrera        | 1:05:27 | Vilba Maldonado      | 1:49:23 |
| VI      | 1980 | Rafael Pérez            | 1:05:25 | Elsa Mendoza         | 1:24:38 |
| VII     | 1981 | Victor Mora             | 1:04:56 | Olga Camey           | 1:39:26 |
| VIII    | 1982 | Eulalio Herrera         | 1:07:28 | Alicia Ruano         | 1:28:01 |
| IX      | 1983 | Virgilio Herrera        | 1:04:26 | Alicia Ruano         | 1:24:01 |
| X       | 1984 | Jesús Amariles          | 1:05:38 | Lorena García        | 1:21:22 |
| XI      | 1985 | Jesús Amariles          | 1:04:25 | Alicia Ruano         | 1:21:49 |
| XII     | 1986 | Hugo García             | 1:06:34 | Isabel Tun           | 1:23:46 |
| XIII    | 1987 | Virgilio Herrera        | 1:06:06 | Laner Drew           | 1:23:46 |
| XIV     | 1988 | Dionisio Cerón          | 1:07:59 | María Reyna          | 1:13:49 |
| XV      | 1989 | Héctor Cabrera          | 1:07:08 | Aura Morales         | 1:24:49 |
| XVI     | 1990 | Alberto Paredes         | 1:08:20 | Jean Pare            | 1:25:17 |
| XVII    | 1991 | Roberto Punina          | 1:06:23 | Lucia Rendon         | 1:20:19 |
| XVIII   | 1992 | Roberto Punina          | 1:06:53 | María Cordero        | 1:29:09 |
| XIX     | 1993 | José Luis Molina        | 1:06:29 | Karla Borovica       | 1:22:24 |
| XX      | 1994 | John Kiproskei          | 1:04:56 | Nicole Whiteford     | 1:19:00 |
| XXI     | 1995 | John Kiproskei          | 1:06:20 | Estela Castro        | 1:20:03 |
| XXII    | 1996 | Andrei Masai            | 1:04:57 | Estela Castro        | 1:15:06 |
| XXIII   | 1997 | Kalid Kannaouchi        | 1:04:30 | Estela Castro        | 1:14:13 |
| XXIV    | 1998 | Silvio Guerra           | 1:04:06 | Alina Chirchir       | 1:17:19 |
| XXV     | 1999 | Faustino Reynoso        | 1:05:29 | Vilma Guerra         | 1:16:29 |
| XXVI    | 2000 | Ben Kimodiu             | 1:05:46 | Lucia Subano         | 1:16:56 |
| XXVII   | 2001 | Jackson Koech           | 1:04:49 | Lucia Subano         | 1:16:56 |
| XXVIII  | 2002 | Enos Ketter             | 1:04:18 | Gladis Asiva         | 1:16:44 |
| XXIX    | 2003 | Enos Ketter             | 1:02:15 | Ramina Burungulova   | 1:16:08 |
| XXX     | 2004 | Simone Sawe             | 1:04:43 | Alvina Gallyamova    | 1:16:24 |
| XXXI    | 2005 | John Korir              | 1:03:45 | Momany Grace         | 1:13:10 |
| XXXII   | 2006 | Evans Cheruiyot         | 1:13:45 | Genoveva Jelagat     | 1:12:41 |
| XXXIII  | 2007 | Duncan Kibet            | 1:04:08 | Noriah Asiba         | 1:13:25 |
| XXXIV   | 2008 | Elias Kemboi            | 1:13:59 | Neria Asiba          | 1:14:41 |
| XXXV    | 2009 | MacDonard Ondara        | 1:05:41 | Genoveva Jelagat     | 1:15:42 |
| XXXVI   | 2010 | Julius Ketter           | 1:06:20 | Amare Shewarge       | 1:17:02 |
| XXXVII  | 2011 | Peter Cherouiot         | 1:03:51 | Neriah Asiba         | 1:17:30 |
| XXXVIII | 2012 | MacDonard Ondara        | 1:04:53 | Rose Jebet           | 1:19:41 |
| XXXIX   | 2013 | Alene Imera Reta        | 1:04:26 | Tsehey Adhana        | 1:17:27 |
| XL      | 2014 | Geoffrey Bundi          | 1:04:10 | Amare Sherwarge      | 1:18:25 |
| XLI     | 2015 | MacDonard Ondara        | 1:04:59 | Sarah Kiptoo         | 1:17:36 |
| XLII    | 2016 | MacDonard Ondara        | 1:05:43 | Risper Gesabwa       | 1:16:41 |
| XLIII   | 2017 | Edwin Kipsang           | 1:04:16 | Gladys Tejada        | 1:14:06 |
| XLIV    | 2018 | Daniel Muteti           | 1:05:43 | Grace Nganga         | 1:16:52 |
| XLV     | 2019 | Daniel Muteti           | 1:05:16 | Vicoty Chepngen      | 1:13:23 |
| XLVI    | 2022 | Rodgers Ondati Gesabwa  | 1:05:23 | Leah Kigen           | 1:19:33 |
| XLVII   | 2023 | Alberto Gonzalez        | 1:03:04 | Cinthia Jerop        | 1:19:23 |
| XLVIII  | 2024 | Mario Pacay Mario Pacay | 1:05:09 | Cindy Meza Domínguez | 1:15:50 |
| XLIX    | 2025 | Alberto Gonzalez        | 1:03:52 | Sheyla Eulogio.      | 1:13:01 |